# Barbara Mulwana
Barbara Mulwana (sinh năm 1965) là một kỹ sư điện và nhà khoa học máy tính người Uganda, là chủ tịch của Hiệp hội các nhà sản xuất Uganda. Vào tháng 5 năm 2017, bà thay thế chức vụ này của Amos Nzeyi, người đã nghỉ hưu sau hai nhiệm kỳ liên tiếp. Bà cũng là Giám đốc điều hành của "Nice House of Plastics", một công ty thành viên của Mulwana Group of Companies.

## Nền tảng và giáo dục
Bà sinh ra ở Uganda vào khoảng năm 1965, với mẹ là Sarah Mulwana và cha là James Mulwana, một doanh nhân và nhà công nghiệp Uganda, vào thời điểm ông qua đời là một trong những cá nhân giàu có nhất trong nước.
Bà tốt nghiệp Đại học Northwestern ở Evanston, Illinois, Hoa Kỳ với bằng Cử nhân Khoa học Kỹ thuật Điện và Khoa học Máy tính. Bà cũng nắm giữ chứng chỉ Electronic Document Professional (EDP), từ Trường Quản lý Kellogg.

## Sự nghiệp
Barbara Mulwana là kỹ sư ứng dụng tại Goodyear Tyre và Rubber Company ở Akron, Ohio, cho đến năm 1991. Năm 1991, bà gia nhập Nice House of Plastics, một công ty mà người cha quá cố của bà thành lập và sở hữu, là người đứng đầu bán hàng và tiếp thị. Sau đó, bà được thăng chức giám đốc điều hành. Vào tháng 5 năm 2017, bà được bầu làm chủ tịch Hiệp hội các nhà sản xuất Uganda, một hiệp hội tư vấn và vận hành công nghiệp tập hợp hơn 600 nhà sản xuất và công nghiệp Uganda.